# Replay Dance Mania Svenska Hits Vol 1
Replay Dance Mania Svenska Hits Vol 1 gavs ut den 28 april 2004 av Bonnier Amigo Music Group. Det är en samlingsskiva med dance versioner av kända svenska låtar.

## Låtlista
1. Vasco & Millboy (featuring Marbella) - Sommartider
2. Anna Klara - Det gör ont
3. Eric Craft - Jag vill vara din Margareta
4. DJ Domino (featuring Cecilia) - Det vackraste
5. Johan Storm - Sommaren är kort
6. M Dahl (featuring Brother Scott) - Vingar
7. Tranze Blasters (featuring B Druge) - Öppna landskap
8. Eric Craft - Michelangelo
9. Anna Klara - Främling
10. Holy Cows (featuring A Melin) - Ooa hela natten
11. Eric Craft (featuring Anna Klara) - Efter plugget
12. Vasco & Millboy - Dansa i neon
13. Fluxx - Elouise
14. Synth Pojkarna (featuring S.A.R.A.) - Ska vi gå hem till dig
15. Gigi Barone (featuring Sandra F) - När vi två blir en
16. Tranze Blasters (featuring Jenny) - Åtta hundra grader
17. V12 - Var ska vi sova inatt
18. DJ Momma (featuring Hachin) - Vill ha dej